# Харлампович Костянтин Васильович
Костянти́н Васи́льович Харлампо́вич (пол. К. Charlampowycz, 18 серпня 1870 — 24 березня 1932) — український історик (історик церкви та освіти в Україні), краєзнавець. Лауреат Уваровської премії. Доктор церковної історії (1914). Член-кореспондент Російської АН (1916). Академік Української АН (з 1919 року; 1928 року позбавлений звання академіка ВУАН).

## Біографія
Народився в селі Рогачі на Берестейщині (нині — село Рогачі Мілейчицької гміни Сем’ятицького повіту Підляського воєводства Республіки Польща). Закінчив Віленське духовне училище та Литовську духовну семінарію (Вільнюс). 1894 року закінчив Петербурзьку духовну академію. 1899 року одержав звання магістра богослов'я, а 1914 року — доктора церковної історії.
Від 1895 року викладав у Казанській духовній семінарії латину, а від 1906 року — цивільну історію. З 1900 року — доцент церковної історії в Казанському університеті (з 1909 року — екстраординарний професор). Член Товариства археології, історії, етнографії при Казанському університеті (з 1899 року, у 1922—1924 роках — його голова), Товариства історії та старожитностей при Московському університеті (1913), Товариства шанувальників старовинної писемності (1914), Володимирської вченої архівної комісії (1914), Московського церковно-археологічного товариства (1918), Товариства вивчення місцевого краю Чуваської автономної області (1922), Центрального бюро краєзнавства (1923).
У 1919 році обраний академіком ВУАН (за пропозицією Д. Багалія), але до Києва не зміг переїхати. Продовжував викладати в Казанському університеті та у військовій школі командного складу, працював у Музейній комісії. Як її голова вимагав, щоб реквізовані у церкви коштовності передавалися до музеїв, а пам'ятки історії краю охоронялися. Це викликало невдоволення адміністрації, й у вересні 1924 року Харламповича було заарештовано.
У січні 1925 року без рішення суду засланий до Оренбурга, потім —  Актюбінська та Тургая (Казахстан) за «зберігання контрреволюційної літератури» (а саме, 32-го тому «Известий» Казанського товариства археології, історії та етнографії). На засланні продовжував наукову роботу, видав монографію про повстання тургайських «киргизів» (казахів) у 1916—1917 роках. Після звільнення, у 1928 році переїхав в Україну, оселився у Ніжині. У березні 1929 року позбавлений звання дійсного члена ВУАН, проте продовжував наукову працю в ВУАН, зокрема в історичній секції М. Грушевського, в журналі «Україна» та в Комісії соціально-економічної історії Д. Багалія. Друкувався у часописі «Україна», працював у Педагогічній комісії ВУАН. З 1930 року жив у Києві в далеких родичів, брав участь у створенні Комісії для досліджень з історії Близького Сходу та Візантії ВУАН. Заради заробітку коректував у Держвидаві журнали «Історик-марксист» та «Економіст-марксист», безоплатно комплектував бібліотеку Науково-дослідного інституту педагогіки, сподіваючись на посаду бібліотекаря (сподівання були марними).

## Наукова діяльність
Автор близько 250 праць з історії Православної Церкви, історії освіти та культури, краєзнавства. Автор праць з історії української Церкви та духовного шкільництва XVI — XVII ст., зокрема «Западнорусские православные школы XVII века» (1898), «Западно-русские церковные братства и их просветительная деятельность в конце XVI и XVII ст.» (1899), велика джерельно-дослідницька праця «Малороссийское влияние на великорусскую церковную жизнь» (І т., 1914), «Polski wplyw na szkolnictwo ruskie w 16 і 17 st.» (1924), «Нарис з історії грецької колонії 17 — 18 ст. в Ніжині» (ЗІФВ ВУ АН, XXIV, 1929) та ін. Співробітник журналу «Киевская старина» («Борьба школьных влияний в допетровской Руси», 1902; «Острожская православная школа», 1897), журналу «Волынские Епархиальные Ведомости», журналу «Україна».

## Вибрані публікації
а) Монографії та спеціальні дослідження 
1. «Ведомости Московского государства» 1702 года / К. В. Харлампович. — Пг., 1919. — 18 с.; Известия отделения русского языка и словесности Российской академии наук. — 1918. — Т. 23, кн. I. — Пг., 1919.
2. Грецька колонія в Ніжині в її минулому (ХѴІІ—ХѴІІІ ст.) / К. В. Харлампович // Греки в Ніжині. Збірник статей та матеріалів. Серія: Ніжинська старовина. — Вип. І. — Ніжин, 2000. — С. 29.
3. До історії національних меншостей на Україні. Грецькі колонії в Ніжині (XVII—XVIII ст.). Нарис V. Ніжинські греки й торгівля / К. В. Харлампович // Записки Історико-філологічного товариства А. Білецького. — К., 2000. — Випуск III. — С. 87—158.
4. Ещё о погребальных масках / К. В. Харлампович // Известия Общества археологии, истории и этнографии при Казанском университете. — Т. 24. — Вып. 3. — 1909.
5. О молитвах преподобного Феодосия Печерского / К. В. Харлампович. — СПб.: Тип. Имп. Акад. наук, 1912, — [2], 10 с.
6. Архимандрит Макарий Глухарев и его отношение к родным / К. Харлампович // Письма Вяземского священника Иакова Глухарева к сыну Михаилу, студенту Петербургской духовной академии. — Смоленск: Пар. типо-лит. Я. Н. Подземского, 1904. — 43 с.
7. Архимандрит Макарий Глухарев: По поводу 75-летия Алтайской миссии: С портр. и факсимиле Макарик / К. В. Харлампович. — СПб.: Тип. М. Меркушева, 1905, —130 с.
8. Архівна спадщина Ніжинських греків / К. В. Харлампович // Архівна справа. — Кн. 9—10. — Харків, 1929. —С. 97—102.
9. Афиноген Крыжановский (Из истории культурных влияний Западной России на Восток в XVII в.) / К. В. Харлампович // Сборник статей в честь Д. М. Корсакова. — Казань, 1913. — С. 163—180.
10. Борьба школьных влияний в допетровской Руси / К. В. Харлампович // Киевская старина. — 1902. — Т. 78. — № 7/8. — Отд. 1. — С. 1—-76; № 9. — Отд. 1. — С. 358—394; Т. 79. — № 10. — Отд. 1. — С. 34—61. Окрема відбитка. — К.: Тип. Имп. Ун-та Св. Владимира, акц. об-ва Н. Т. Корчак-Новицкаго, 1902. — [2], 139 с.
11. Восстание тургайских казак-киргизов (1916—1917 гг.): По рассказам очевидцев / К. В. Харлампович. — Кзыл-Орда: Изд. О-ва Изучения Казахстана, 1926. — 52 с.
12. Западнорусские православные братства и их просветительская деятельность в конце XVI и начале XVII в. / К. В. Харлампович // Христианское чтение, 1899. Ч. 1. — С. 372—390.
13. Западнорусские православные школы XVI и начала XVII века, отношение их к инославным, религиозное обучение в них и заслуги их в деле защиты православной веры и церкви / К. В. Харлампович. — Казань: Типо-литография Имп. Ун-та, 1898. — XIV, 524, LXII с.
14. Из церковных Архивов Ядринского уезда / К. В. Харлампович. — Казань: Типо-литография Имп. Ун-та, 1916. —12 с.
15. Иосиф Курцевич, архиепископ Суздальский, бывший епископ Владимирский и Брестский (1621—1624) / К. В. Харлампович // Волынские епархиальные ведомости. — 1900. — № 13—15; Окрема відбитка. — Почаев: Тип. Почаевской лавры, 1900. — 39 с.
16. Историко-археологические очерки церквей города Казани / К. В. Харлампович. — Вып. 1. — Казань, 1913. — Кн. 1. — [2], 45 с. Оттиск из «Известий по Казанской Епархии».
17. Йосиф Курцевич архиепископ суздальський и б. владимирский и брестський (1621—1642) / К. В. Харлампович. — Почаев, 1900. — 39 с.
18. К биографии митрополита Московского Филарета. 1914.
19. К вопросу о начале христианства в Херсонесе Таврическом / К. В. Харлампович // Христианское чтение. — 1908. — № 3. — С. 479—494.
20. К вопросу о просвещении на Руси в домонгольский период / К. В. Харлампович. — Львов: Галицко- русская матица, 1902. — 24 с.
21. К вопросу о сущности русского раскола старообрядства / К. В. Харлампович. — Казань: Типо лит. Имп. Ун-та, 1900. — 22 с. ; Отт. из «Учен. зап. Казан, ун-та». — 1900. — № 12. — С. 133—152.
22. К истории борьбы с пьянством на Руси. 1915.
23. К истории западнорусского просвещения. Виленская братская школа в первые полвека ее существования / К. В. Харлампович // Литовские епархиальные ведомости. — 1897. — № 16—22. — Вильна: Тип. Св.-дух. братства, 1897. — 67 с.
24. К истории церковной взаимности на Востоке в XVIII в. / К. В. Харлампович // Журнал Министерства народного просвещения. — 1910. — № 9. — С. 60—92.
25. Краткий отчет о состоянии Гродненской мужской гимназии за 1891—92 г. / К. В. Харлампович. — Гродна, 1893.
26. Листування запорозьких козаків із султаном / К. В. Харлампович // Записки Історичо-філологічного відділу Української академії наук. Кн. IV. — С. 200—212; окремий відбиткок [Б. м. і р.]. — 13 с.
27. Малоросійська пісня 1791 року (вірші, присвячені кн. Потьомкинові з збірника Молостовця в Казані) / К. В. Харлампович // Україна, 1925, кн. 3. — С. 111.
28. Малороссийское влияние на великорусскую церковную жизнь / К. В. Харлампович. — Т. 1. — Казань: М. А. Голубев, 1914. — С. XXIV, 878, [23], LXVI с. (link)
29. Материалы для истории Казанской духовной семинарии в XVIII в. / К. В. Харлампович. — Казань: Типо-лит. Имп. ун-та, 1903. — [2], 214 с.
30. Материалы исторические. Из церковних архивов Ядринского уезда / К. В. Харлампович. — Казань, 1916. —12 с.
31. Харлампович К. В. Митрополит Московский Платон и Казанская духовная семинария / К. В. Харлампович // Русский архив. —1903. -№ 10.
32. Харлампович К. В. Н. И. Ильминский и алтайская миссия / К. В. Харлампович. —Казань: Центр, тип., 1905. — 77 с.
33. Харлампович К. В. Нариси з історії грецької колонії в Ніжині (XVII—XVIII ст.) / К. В. Харлампович // Записки Історико- філологічного Відділу УАН. — К., 1929.- № 24. — 97 с.
34. Харлампович К. В. Нариси з історії грецької колонії в Ніжині (XVII—XVIII ст.). — Нарис 2. Національний склад, професійна розбивка, статистичні дані / К. В. Харлампович // Греки в Ніжині. — К: Знання України, 2001. — С. 51-68.
35. Харлампович К. В. Новая библиографическая находка. Переводная ст. кн. А. М. Курбского «От другие диалектики Иона Спанинбергера о силлогизме вытолковано» / К. В. Харлампович. — К.: Тип. Имп. Ун-та св. Владимира Н. Т. Корчак-Новицкого, 1900. — 16 с.
36. Харлампович К. В. Новая библиографическая находка. Переводная статья кн. А. М. Курбского / К. В. Харлампович // Киевская старина. — 1900. — Т. 70. — № 7/8. — Отд. 1. — С. 211—224.
37. Харлампович К. В. О миссионерских переводах на инородческие языки. Письмо архимандрита Владимира, начальника Алтайской миссии, к Иркутскому архиепископу Вениамину / К. В. Харлампович. — Казань: Типо-лит. Имп. ун-та, 1904. — 27 с.
38. Харлампович К. В. О христианском просвещении инородцев Переписка архиеп. Вениамина Иркутского с Н. И. Ильминским. — [Казань, 1905]. — 38 с. / Предисл. К. Харлампович // Прил. к журн. «Православный собеседник». — 1905. — Ч. 2. июль/август.
39. Харлампович К. В. О христианском просвещении инородцев: Переписка архиеп. Вениамина Иркутского с Н. И. Ильминским / [Сост.] К. Харлампович . — Казань: Типо- лит. Ун-та, 1904. — 40 с.
40. Харлампович К. В. Острожская православная школа (историко-критический очерк) / К. В. Харлампович. — К.: Тип. Имп. Ун-та св. Владимира Н. Г. Корчак-Новицкого, 1897. — [2], 57 с.
41. Харлампович К. В. Отчет Общества археологии, истории и этнографии за 1905 год, составленный секретарем К. В. Харламповичем. В отчете — Об учено-литературной деятельности Н. Я. Агапфонова с библиографией // Известия Общества археологии, истории и этнографии при Казанском университете. — Т. 22. — Вып. 3. — 1906.
42. Харлампович К. В. Отчет Общества археологии, истории и этнографии за 1906 год, составленный секретарем К. В. Харламповичем // Известия Общества археологии, истории и этнографии при Казанском университете. — Т. 23. — Вып. 1. —1907.-С. 53-66.
43. Харлампович К. В. Первая публичная библиотека в г. Казани / К. В. Харлампович. — Казань: Типо-лит. Имп. Казан, ун-та, 1908. — 12 с.; Известия Общества археологии, истории и этнографии при Казанском университете. — Т. 23. — Вып. 5. 1908. —С. 365—376.
44. Харлампович К. В. Первые учителя Казанской семинарии / К. В. Харлампович. — Казань: Типо-лит. Ун-та, 1904. — 9 с.
45. Харлампович К. В. Письма архимандрита Макария Глухарева, основателя Алтайской миссии: С биогр. очерком, портр ? видом и двумя факс. / Под ред. К. В. Харламповича //. Казань: Центр. Тип., 1905. — [2], 558 с.
46. Харлампович К. В. Письма Вениамина, архиепископа Иркутского ([ум.] 1892), к Казанскому архиепископу Владимиру [ум.] 1897) / С предисл. и примеч. К. В. Харламповича. — М.: Императорское Общество истории и древностей росссийских при Московском университете, 1913. — 218 с.
47. Харлампович К. В. Платон Миколайович Жукович (біографічний нарис) / К. В. Харлампович // Записки Історично- філологічного відділу. — 1925. — Кн. VI. — С. 247—258.
48. Харлампович К. В. Просвітницька й благодійна діяльність Ніжинської грецької громади. — Нарис VI. / К. В. Харлампович // Записки історико-філологічного товариства Андрія Бі- лецького. — Вип. IV, кн. 1. — К. 2003. — С. 131—164.
49. Харлампович К. В. Ртищевская школа / К. В. Харлампович // Богословский вестник. — 1913. — май. — С. 1-22.
50. Харлампович К. В. Св. Иннокентий Иркутский / К. В. Харлампович // Православный собеседник. — 1905. — № 11. — С. 513—530.
51. Харлампович К. В. Становище українців і білорусів у Польщі./ К. В. Харлампович // Червоний шлях. — 1928. — № 7.
52. Харлампович К. В. Старообрядческие «свитки брачного сочетания». — Відбитка з «Богословского вестника», 1916. — С. 498—515.
53. Харлампович К. В. Студенческое «народоправство» в Казанской академии в 1881—1887 годах / К. В. Харлампович. — Казань, [б.г.]. — С. 21-44.
54. Харлампович К. В. Як судили гайдамаків в Ніжині 1751 р. / К. В. Харлампович // Україна. — 1929. — Кн. 33. — С. 38-46.

б) Доповіді 
1. Архимандрит Константин Борковский и его литературная деятельность (Доложено в О-ве археологии, истории и этнографии при Казан, ун-те.) — Казань: Центр. Тип., 1909. — 18 с.; Православный собеседник, 1909, № 11. — С. 695—612.
2. Западнорусские церковные братства и их просветительная деятельность в конце XVI и начале XVII в.: Речь пред защитой диссертации «Западнорусские православные школы XVI и нач. XVII века, отношение их к инославным, религиозное обучение в них и заслуги их в деле защиты православной веры и церкви» 10 января 1896 г. — Вырезка. — С. 1-19. ; Отт. из: «Христианское чтение», 1899, вып. 2. — С. 372—395
3. Известия И. Гмелина о Казани и о казанских инородцах (1733) (Доложено в собрании членов О-ва археологии, истории и этнографии при Казан, ун-те 10 ноября 1903 г.). — Казань: Типо-литография Имп. Ун-та, 1904. — [2], 26 с.; Оттиск из Известия О-ва археологии, истории и этнографии при Казан. ун-те. — 1903. — Т. 19. — Вып. 5/6. — С. 251—276.
4. К вопросу о погребальных масках и куклах у западносибирских инородцев (Доложено в общем собрании 17 февраля 1908 г.) — Казань: Типо-литография Имп. Казан. Ун-та, 1908. — 11 с.
5. Казанские новокрещенские школы: (К истории христианизации инородцев Казан, епархии в XVIII в. (Доложено в общ. собр. О-ва археологии, истории и этнографии 28 апр. 1903 г.). — Казань: Типо-лит. Имп. ун-та, 1905. — [2], 91 с.; Отт. из «Изв. О-ва археологии, истории и этнографии при Имп. Казан, ун-те».— 1905. — Т. 21. — Вып. 1. — С. 1-91.
6. Об изучении церковных древностей Казанского края (Доложено в общ. собр. Церк. ист.-археол. о-ва Казан, епархии 16 дек. 1908 г.) — Казань: Типо-лит. Имп. Казан.ун-та, 1909. — 14 с.
7. П. П. Масловский и его переписка с Н. И. Ильминским: (Материалы для истории рус. миссии): (Доложено в заседаниях Церк. ист.-археол. о-ва Казан, епархии 16 нояб. 1906 г. и 16 янв. 1907 г.). — Казань: Типо-лит. Имп. ун-та, 1907. — 129 с.
8. Похоронно-врачебная касса при Георгиевской церкви г. Казани (1810—1811): (К истории казан, обществ, взаимопомощи) (Доложено в общ. собр. Об-ва археологии, истории и этнографии при Имп. Казан, ун-те 14 мая 1909 г.). — Казань. Центр. Тип., 1911. — 16 с.

в) Некрологи 
1. Историк-художник (некролог проф. Казанской духовной академии П. В. Знаменского). — Казань, 1920. — 48 с.; Известия Северо-Вост. А. и Э. Ин-та. —Т.1. — С. 59-105.
2. М. П. Петровский (некролог). — Казань: Типо-литография Имп. Ун-та, 1912. — 24 с.
3. Памяти С. И. Кедрова. — Казань: Типо-лит. Имп.ун-та, 1915. — 4 с.
4. Платон Миколайович Жукович / М. П. Петровский // Україна. — К., 1925. —Кн. 4.
5. С. А. Нурминский: (некролог). — Казань: Типо-лит. Ун-та, 1915. — 2 с.; Известия Общества археологии, истории и этнографии при Казан, ун-те. — Т. 29. — Вып. 1-3. 1915. — С.124-125.
6. Светлой памяти Н. И. Ильминского (27 дек. 1891 г.). — Казань: Центр. Тип., 1916. — 4 с.